# 熱田神宮西駅
熱田神宮西駅（あつたじんぐうにしえき）は、愛知県名古屋市熱田区神宮1丁目にある、名古屋市営地下鉄名城線の駅である。駅番号はM27。アクセントカラーはライムグリーン。

## 歴史
- 1974年（昭和49年）3月30日：4号線の「神宮西駅」（じんぐうにしえき）として開業。
- 2003年（平成15年）: バリアフリー化され、エレベーター使用開始。
- 2004年（平成16年）10月6日：4号線を名城線に改称。
- 2021年（令和3年）3月8日：可動式ホーム柵使用開始。
- 2023年（令和5年）1月4日：駅名を「熱田神宮西駅」に改称[2][3]。

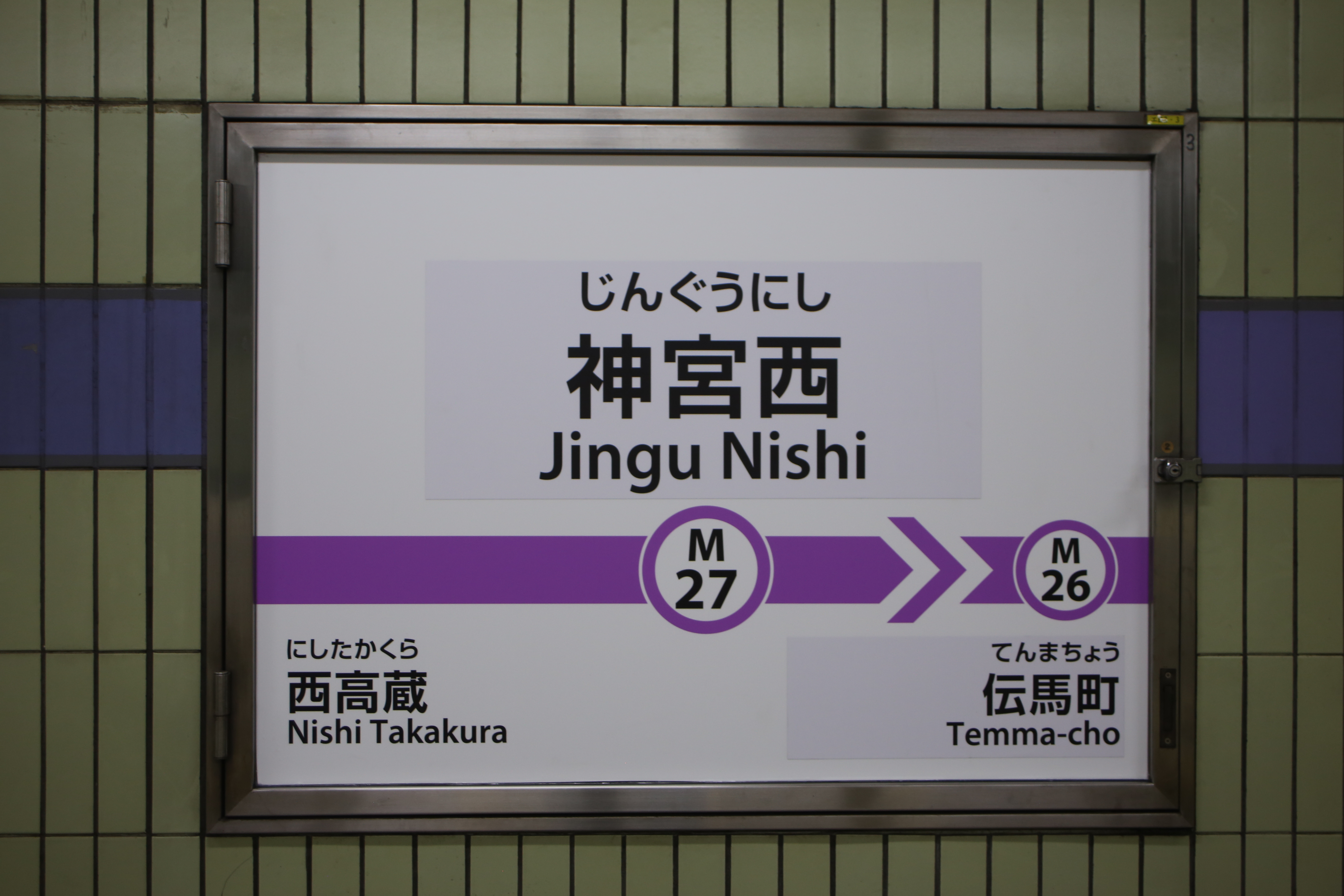
神宮西駅時代の駅名標
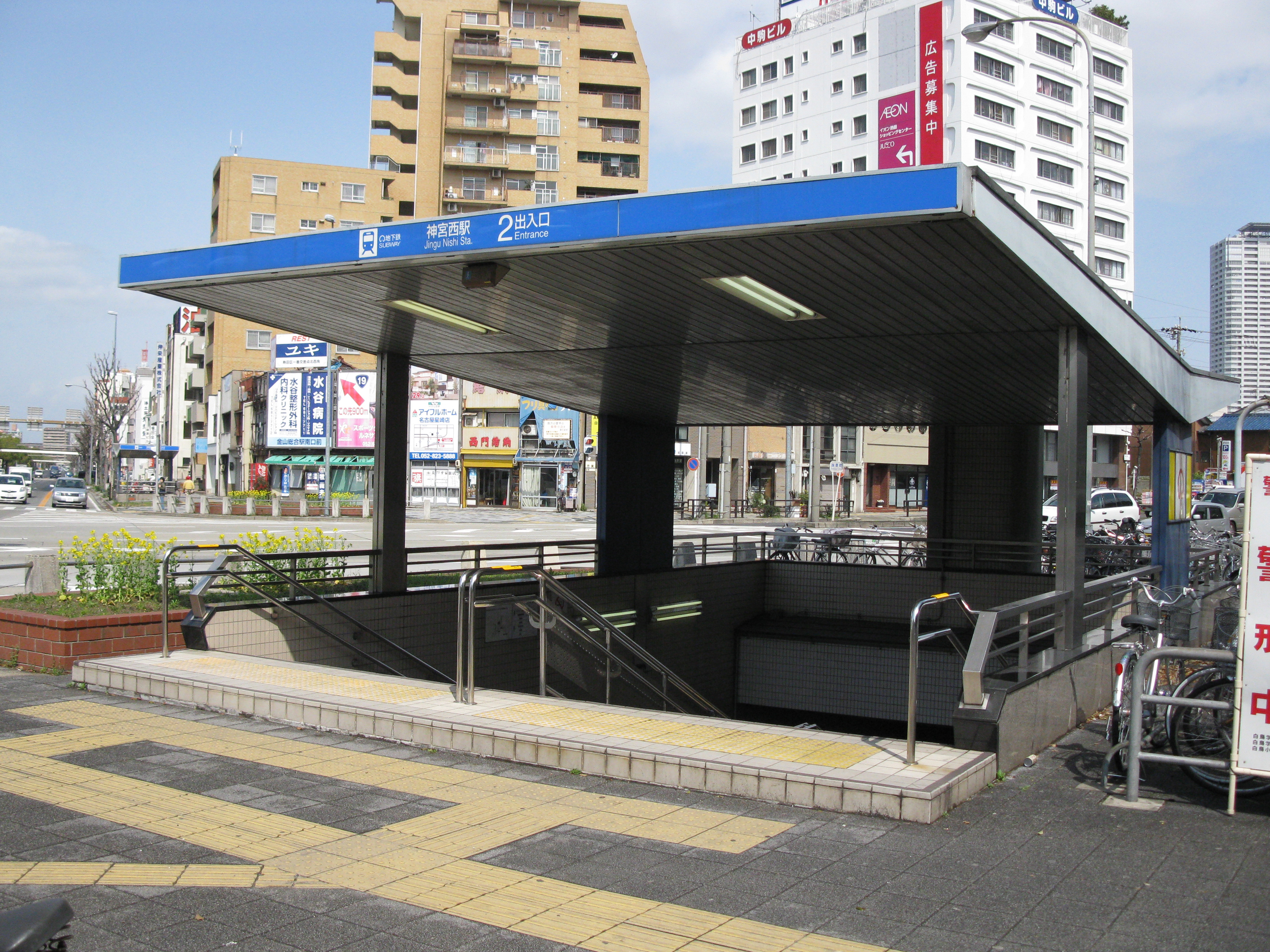
神宮西駅時代の2番出入口

## 駅構造
相対式2面2線ホームを持つ地下駅。名鉄やJRの駅が近くにあるため利用者はそれほど多くないが、熱田神宮への初詣参拝客や熱田まつりへの観光客のために臨時出札口が設置されている（臨時改札口には自動改札機はない）。2018年4月より改札口は無人となっているが、インターホンが設置されており異常時には改札内の駅長室より駅員がすぐに駆けつけられるようになっている（同様の例として東海通駅などでも見られる）。
当駅は、名城線南部駅務区金山管区駅が管轄している。
熱田神宮に最も近い2番出入口は、幅が他の出入口よりも2倍程度広くなっている。
この駅の熱田神宮伝馬町駅寄りには非常用の渡り線が設置されている。

### のりば
| ホーム | 路線   | 方向   | 行先             |
| ------ | ------ | ------ | ---------------- |
| 1      | 名城線 | 左回り | 新瑞橋・八事方面 |
| 2      | 名城線 | 右回り | 金山・栄方面     |

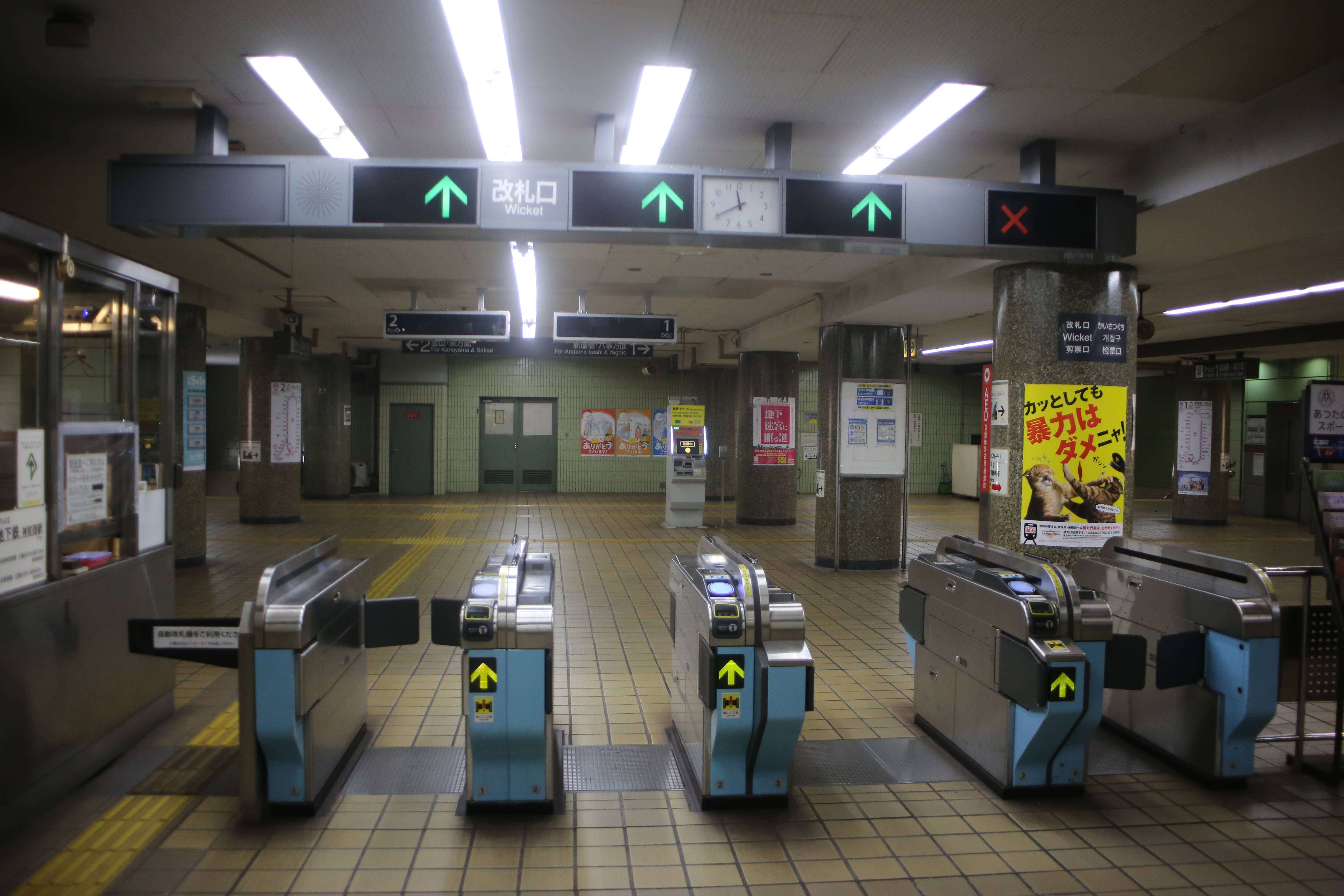
改札口
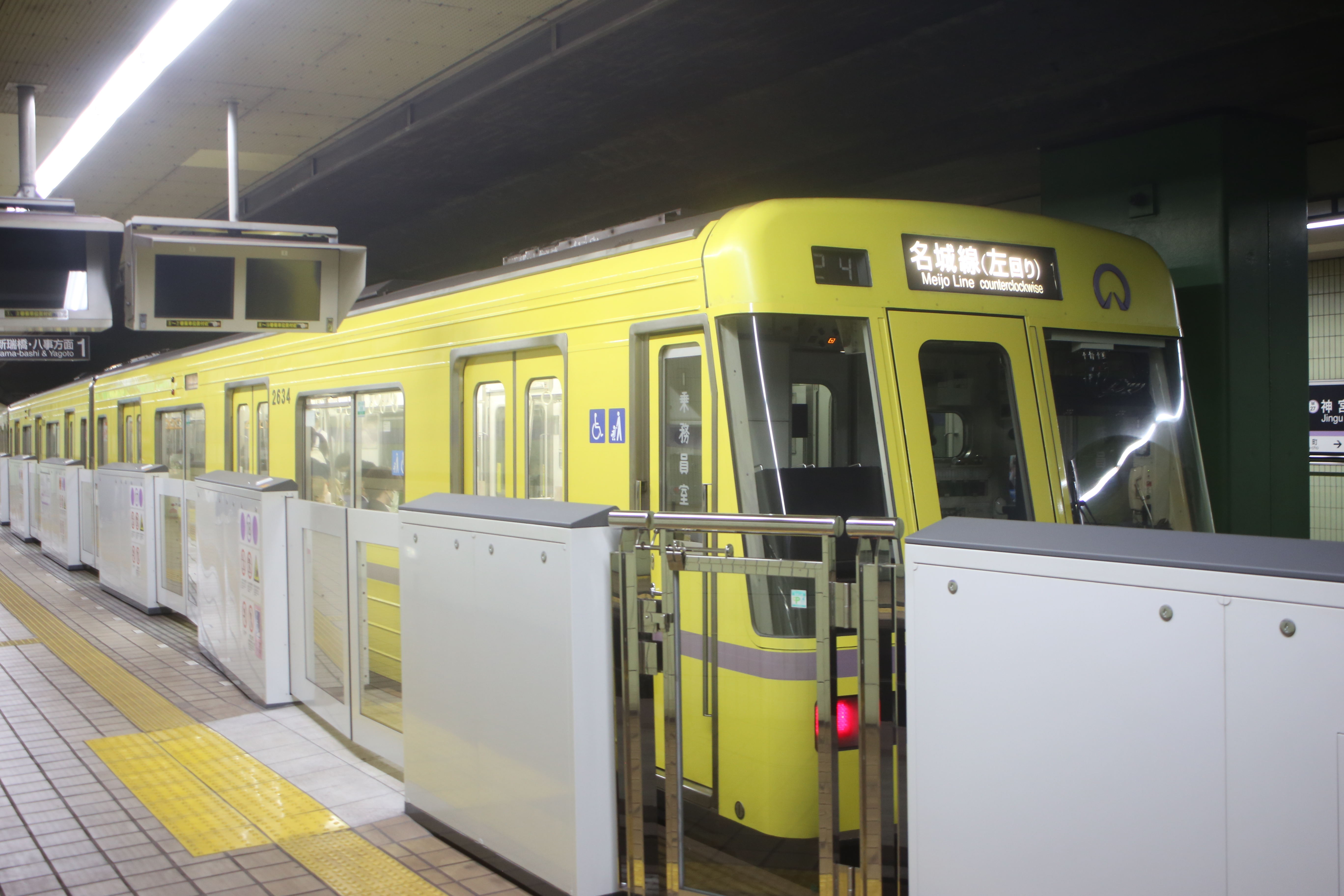
ホーム
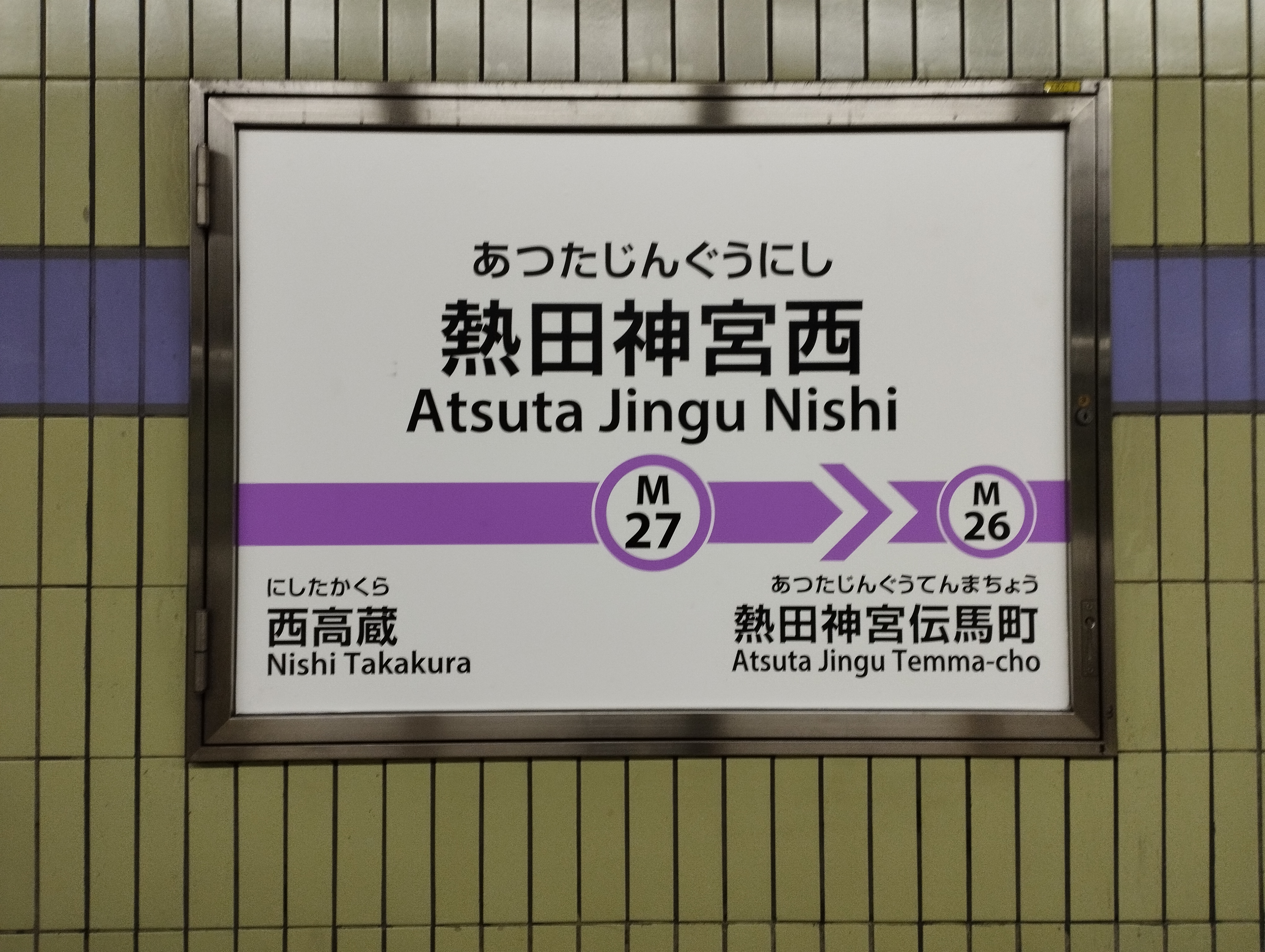
駅名標

## 利用状況
- 2019年度の1日当たり平均乗車人員は、4,489人である。普段の利用客は名鉄神宮前駅より少なく、名古屋市営地下鉄全体でもそれほど多くないが、JR熱田駅よりは多い。南隣の熱田神宮伝馬町駅より経由するバスは少ないが、利用客は多い。

## 駅周辺

### 周辺の施設
- 熱田区役所等複合施設（あったかプラザ） - JR東海道本線 熱田駅のほうが、距離的には近い。
  - 熱田区役所
  - 名古屋市熱田図書館
  - 熱田文化小劇場
- 愛知県名古屋南部県税事務所
- 熱田神宮
  - 熱田神宮会館
  - 熱田神宮宝物館
    - 熱田神宮文化殿
    - 熱田神宮能楽殿
- 熱田神宮公園
  - 熱田球場
  - 断夫山古墳
- 白鳥古墳
- ハローワーク名古屋南
- 熱田駅 - JR東海道本線
- 神宮前駅 - 名鉄名古屋本線・常滑線。駅は熱田神宮の東側にある。
- 名古屋市立白鳥小学校
- 名古屋市立宮中学校
- 伏見通（国道19号）
- 愛知県道224号熱田停車場線

### バス路線
最寄停留所は熱田駅西と旗屋町となる。以下の路線が乗り入れ、名古屋市交通局により運行されている。従来は幹神宮2も経由していたが、2022年4月より経路が変更となり、両停留所を経由しなくなった。
熱田駅西バス停
- 金山25：金山行、港区役所行、野跡駅行
- 熱田巡回：金山行（右回り・左回り）

旗屋町バス停
- 金山25：金山行、港区役所行、野跡駅行

## 隣の駅
名古屋市営地下鉄
 名城線
熱田神宮伝馬町駅 (M26) - 熱田神宮西駅 (M27) - 西高蔵駅 (M28)

### WEB
1. ↑  “名古屋城駅が誕生へ 市営地下鉄が改名、2023年にも”. 朝日新聞デジタル. (2021年1月7日).  オリジナルの2021年2月18日時点におけるアーカイブ。 2021年11月22日閲覧。
2. ↑  “市役所駅→名古屋城駅に…名古屋市営地下鉄4駅の名称変更案まとまる 正式決定後2023年1月頃変更へ”. ニュースOne.  東海テレビ放送 (2021年1月8日). 2021年1月8日時点のオリジナルよりアーカイブ。2021年11月22日閲覧。